# Martin Tjøtta
Martin Tjøtta (Oslo, 27 gennaio 2001) è un ciclista su strada norvegese che corre per l'Arkéa-B&B Hotels. È professionista dal 2025.

## Palmarès
- 2019 (Juniores)

Skatva Juniors
1ª tappa Ronde van Vestkant Juniors (Sylling > Sylling)
- 2022 (Ringerike SK)

Interclub Vinalopó-Novelda
Classifica generale Circuit de Saône-et-Loire
1ª tappa Arden Challenge (Érezée > Érezée)
Classifica generale Arden Challenge
Sundvolden Grand Prix
4ª tappa Vuelta a Hispania (Santo Domingo > Tarazona)
- 2023 (Bourg-en-Bresse Ain Cyclisme, 4 vittorie)

Tour du Charollais
Circuit Boussaquin
Classifica generale Tour du Gévaudan Languedoc-Roussillon
3ª tappa Giro della Valle d'Aosta (Saint-Vincent > Bionaz)

### Altri successi
- 2023 (Bourg-en-Bresse Ain Cyclisme)

Classifica giovani Tour du Pays de Montbéliard

## Piazzamenti

### Grandi Giri
- Giro d'Italia

2025: 49°

### Competizioni continentali
- Campionati europei su strada

Anadia 2022 - Gara in linea under 23: 15º